# 쿠키 라바게토
해리 아서 "쿠키" 라바게토(Harry Arthur "Cookie" Lavagetto, 1912년 12월 1일 ~ 1990년 8월 10일)는 미국의 전 프로 야구 선수이자 코치, 감독이다. 1934년부터 1947년까지 메이저 리그 베이스볼(MLB)에서 3루수로 뛰었다.
1934년에 피츠버그 파이리츠에서 메이저 리그 경력을 시작했다. 1936년 시즌 후 브루클린 다저스로 트레이드 되었으며, 1938년부터 1941년까지 4년 연속 내셔널 리그(NL) 올스타로 선정되었다. 1942년부터 1945년까지 4시즌 동안 제2차 세계 대전에서 미국 해군으로 복무했다가, 1946년 시즌 복귀해 다음해까지 브루클린 다저스에서 뛰고 은퇴했다.
쿠키 라바게토의 인상적인 활약 중 하나는 1947년 월드 시리즈 4차전으로, 이 경기에서 노히트 피칭을 이어가던 뉴욕 양키스의 투수 빌 베븐스는 9회 1아웃 상황에서 대타로 나선 라바게토에게 결승 2루타를 내주면서 월드 시리즈 역사상 최초의 노히터를 놓쳤다.
라바게토는 은퇴 후 코치로 활동하였으며, 1957년부터 1960년까지 아메리칸 리그 워싱턴 세너터스 프랜차이즈의 마지막 감독을 맡은 데 이어 1961년 시즌 세너터스가 연고지를 이전하면서 미네소타 트윈스의 첫 감독직을 맡았다.